# 茶んた
茶んた（ちゃんた）は、日本の漫画家、イラストレーター。2023年より『少年ジャンプ+』（集英社）にて、『サチ録〜サチの黙示録〜』を連載。

## 来歴
京都芸術大学キャラクターデザイン学科卒業。
クエンティン・タランティーノ監督の『キル・ビル』が面白いと感じたことを機に映画にハマり、タランティーノの作品をずっと見ていた。そのことがきっかけとなり、趣味でTwitterで「映画などの死亡フラグに関するイラスト」を発表し、それが2020年に『明日から使える死亡フラグ図鑑』として書籍化される。同作はインターネット上で話題となり、2021年2月には『マツコ&有吉 かりそめ天国』などテレビ番組で紹介も行われた。「明日使えるモテ仕草。」というコメントとともに「恋のトキメキあるある」を描いたイラストを投稿し、Twitterで約1万いいねの反響を得て、2021年3月に『明日から使える死亡フラグ図鑑』の第2弾となる『明日から使えるトキメキフラグ図鑑』として書籍を刊行。
2021年3月、『月刊少年チャンピオン』（秋田書店）4月号にて、『死亡フラグに気をつけろ！』を連載開始し、2022年10月号で連載を終了。
2023年7月より『少年ジャンプ+』（集英社）にて、『サチ録〜サチの黙示録〜』を連載開始し、2025年4月に連載終了。

## 人物
『グラップラー刃牙』を好んでいる。

## 作品リスト

### 連載
- 死亡フラグに気をつけろ！（『月刊少年チャンピオン』2021年4月号[5] - 2022年10月号[8]）
- サチ録〜サチの黙示録〜（『少年ジャンプ+』2023年7月7日[2] - 2025年4月25日[9]）

### 読み切り
- 小学生歯みがき習慣ポスターコンクール（『少年ジャンプ+』2023年1月31日[11]）
- 同窓会（『週刊少年チャンピオン』2024年20号[12]） - 「刃牙ワールド大集結祭!!」企画作品[13]。

### 書籍
- 『明日から使える死亡フラグ図鑑』宝島社、2020年[14]
  - 『明日から使える死亡フラグ図鑑』宝島社〈宝島SUGOI文庫〉、2024年[15]
- 『明日から使えるトキメキフラグ図鑑』宝島社、2021年[16]
- 『死亡フラグに気をつけろ！』秋田書店〈少年チャンピオン・コミックス〉2021年[17] - 2022年[18]、全3巻
- 『サチ録〜サチの黙示録〜』集英社〈ジャンプ コミックス〉2023年 - 2025年、全5巻

## 出演
- 沼にハマってきいてみた（2020年1月28日放送[19]、Eテレ）
- Simple style -オヒルノオト-（2021年3月25日放送[4]、JFN系列）